# 卒業 (尾崎豊の曲)
「卒業」（そつぎょう）は、日本のシンガーソングライターである尾崎豊の4枚目のシングル。英題は「GRADUATION」（グラデュエーション）。
1985年1月21日にCBSソニーからリリースされた。作詞・作曲は尾崎が行い、プロデュースは須藤晃が担当している。前作「はじまりさえ歌えない」（1984年）からおよそ5か月ぶりのリリースとなった。2枚目のアルバム『回帰線』（1985年）からの先行シングルであり、尾崎としては初の12インチシングルとなった。尾崎の同級生の体験をもとに歌詞が制作され、最後にサビがリフレインしながら異なる展開に発展するなど既存の楽曲の形式を破った曲であるとも言われている。
オリコンチャートでは最高位20位となり、尾崎の作品として初のランキング入りを果たした。この曲のヒットにより尾崎は反抗する10代の象徴的な存在となった。リリース当時は歌詞中の過激な表現に注目が集まり、実際に校舎の窓ガラスを割る行為などを行う若者が出現したことで問題作とされた。また尾崎自身は後にそのような影響について「罪の意識を感じる」と述べている。
1984年頃よりライブにて演奏され、生涯全てのコンサートツアーにおいて演奏された。2016年にはジーユーの「WEB限定ショートムービー『卒業』篇」のコマーシャルソングとして使用された。

## 背景
ファースト・アルバム『十七歳の地図』（1983年）がリリースされ、本格的にミュージシャンの活動を始めた尾崎であったが、一方で12月に停学の解けた青山学院高等学校へ戻ると教師から留年になることを告げられた。さらに毎日反省日記を書くよう命じられた尾崎は、必要性を感じないため書くことができないと教師に告げ、教師と押し問答の末に「それじゃ僕は操り人形じゃないですか」と述べたところ、教師から「そうよ、きみは操り人形なのよ」と告げられたことで退学を検討することとなる。本来であれば留年したあとに青山学院大学へ進学する意思があった尾崎だが、操り人形では学校に行く意味も卒業する意味もないと感じ、また音楽活動の道が見え始めたために自主退学することを決意、1月25日には尾崎本人が学校に退学届を提出することとなった。
その後尾崎は卒業式の日である3月15日に自らのデビューライブを実施。同年6月には全国6都市を回るライブハウスツアーを敢行、このツアーでは当初は通常に演奏するだけであった尾崎だが、ツアー途中からはPAスピーカーによじ登る、照明にぶら下がるなどステージアクションが激しいものになっていき、聴衆の反応も同時に激しいものに変化していった。8月4日には日比谷野外大音楽堂で行われた「アトミック・カフェ･ミュージック･フェスティバル'84」と題されたライブイベントに参加、この時演奏の最中に7メートル以上ある照明のイントレに上った尾崎はそのまま地面へと飛び降りるパフォーマンスを行い両足に大怪我を負う。ステージ終了後に尾崎は自身の希望により世田谷区にある自衛隊中央病院に運び込まれ、「右蹠捻挫、左踵骨圧迫骨折で全治3か月」と診断され、左踵の骨が一部陥没していたことから2週間入院することとなった。この件により、9月に予定されていた初のホールコンサートとなる日本青年館公演は延期となるなど活動に影響が出始めたが、飛び降りの件が注目を集めた結果音楽マスコミを中心に尾崎待望論が徐々に高まっていき、「松葉杖をついてでも出てこい」などのエールが送られる事態となった。2週間程度で退院した尾崎は、3か月の療養期間中にアルバム『回帰線』のレコーディングを開始する。また9月より予定されていた初の全国ホールツアーは12月開始へと変更された。

## 録音、制作
本作の題材となったのは尾崎の同級生であったKの行為であり、Kの家は裕福でピアノを所有していたことから、自宅にピアノがなかった尾崎はKの家で練習していた。Kは同級生の仲間2人と夜の校舎に忍び込み、すでに退学を決意していたことから腹いせのつもりで窓ガラスを何枚も割って回った。翌日ピアノを練習するためK宅を訪れていた尾崎にKはこのエピソードを語り、それから1か月後に再度K宅を訪れた尾崎は「ちょっと聴いてくれよ」と述べた後に本作を演奏した。尾崎の初期の曲に関してKは、「あのころのおれたちが経験したことだった」と述べている。しかしこの時点で尾崎はオーディションには合格したもののまだレコーディングが開始されていない段階であった。尾崎は本作に関して後年、「あれはものすごくプライベートな歌だった」と述べている。また本作のエピソードは同級生を題材としているが、尾崎自身も高校中退直前に校舎脇にあった嵌めガラスを殴打して破損させ、修理代5万円の内1万円を弁償している。
本作に関して須藤は尾崎からKに対する回答であり、また親や学校に支配され拘束されているイメージの中で、自身がどう立ち振る舞うべきか悩んでいたことへの解答でもあったと述べている。また、本来は「学校を体制だと考えて、それに無謀に反発してる人たちへのアンチテーゼみたいな歌だった」と須藤は述べており、表層的な部分のみが取り上げられ「学校にも家にも帰れない」反抗する10代を代表するかのように誤解されたことに関して須藤は「尾崎も僕もすごく辛かった」と述べている。本作の歌入れのレコーディング中に須藤は、歌の形を崩して歌う尾崎に対して涙が止まらなくなったという。須藤はレコーディング中に本作が尾崎の代表作になると確信し、「その時の尾崎の輝きは、もうそれ以上輝けないほどにまぶしかった」と述べた他、本作のレコードにその時期の空気を凝縮して記録できたことが誇りであるとも述べている。本作は幾度となくライブでも演奏されたが、スタジオ録音版を超えるボーカルは一度もなかったと須藤は述べている。

## 音楽性と歌詞
須藤は本作に関して、曲の前半はロマン性や叙情派フォークを感じさせる展開であり、後半では「非常にとげとげしい、社会派的なメッセージを出していく」と述べ、「その両端が一緒になっている曲で、だから音楽的にも尾崎豊をもっとも端的に表してるという気がする」とも述べている。また須藤は本作について尾崎がアーティストとして活動した10年間に表現したことのあらゆる要素が詰まっている曲であるとも述べている。須藤は本作のボーカルが100年に一度という程のものであったと感嘆し、中島みゆきの「時代」（1975年）や浜田省吾の「J.BOY」（1986年）に匹敵する出来であると述べている。
本作は終盤に楽曲の形式を崩してサビをリフレインしながら最後には異なる展開となるが、それに対してシンガーソングライターの佐野元春は、「すごく新しい」と称賛している。ノンフィクション作家である吉岡忍は著書『放熱の行方』にて、本作を「攻撃的でありながら、自分の内面にも深く錘を垂らしていくような歌」と表現し、教師や大人に対する挑発だけではなく、また自身の内面を甘やかすだけでもなく、「一方に対する激しさが他方を律するきびしさとなり、他方の深さが一方をゆるす広さともなっている」と述べている。吉岡は本作からはアジテーションを全く感じないと述べ、同世代に対して「窓ガラスを壊せ」あるいは「教師に刃向かえ」とも言っておらず、「従順を強いる教師や大人たちの側の打算や狡猾さを見抜きながら、反抗する側の確信のなさやむなしさ」に尾崎自身が気付いていると指摘している。さらに吉岡は本作には「自分をふくめたそれぞれの狡さや弱さを、巧みな情景描写のなかで的確につく姿勢がある」とし、尾崎によるボーカルが「本音をにじませた迫力のある歌い方」であるにもかかわらず、尾崎自身と尾崎が描写した対象との距離感が正確に伝わってくるとも述べている。
作詞家の秋元康は2025年5月3日放送の『この歌詞が刺さった!グッとフレーズ』で自分には書けない歌詞としてこの曲を上げた。

## リリース
1985年1月21日にCBS・ソニーより12インチ・シングルとしてリリースされた。シングルでのリリースに至った経緯として、1984年のコンサートツアーの最中に尾崎が所属していたマザーエンタープライズの社長である福田信から須藤宛にカセットテープが届けられ、その中には「Scrambling Rock'n'Roll」「Bow!」「卒業」「シェリー」が収録されていた。本作は1曲目に演奏されておりそれを聴いた須藤は衝撃を受け、また福田から「須藤さん、僕は『卒業』という曲がいいと思う。この曲をシングルにしてほしいんだ」と要請されたことからシングル化が決定した。
B面「Scrambling Rock 'n' Roll」は、未表記だがアルバム『回帰線』収録テイクと演奏・間奏が異なるアレンジである。このバージョンは2度CD化。1995年4月27日発売CD-BOX『TEENBEAT BOX』内「RARE TRACKS」のみ「12inch Version」と表記されて収録。1999年11月25日発売・復刻マキシシングルCD（後述）カップリングにも収録されるが、アルバムと別アレンジである旨は表記されていない。
1989年3月21日、CBS・ソニー設立20周年企画『Platinum Single SERIES』の一環として8センチ・シングルCDにてリリース。オリジナル12インチ盤のままCDシングル化された「DRIVING ALL NIGHT」と2枚同時発売。本作および「15の夜」を両A面でコンパイルしたレコード会社主導企画であり、ベスト・セレクションとして企画された。このCDシングルジャケットは収録内容に合わせ、12インチレコード盤ジャケットからカップリング曲（『Scrambling Rock 'n' Roll』）表記部を除かれたもの。
1999年11月25日、12インチ盤内容を踏襲したマキシシングルCDがリリース。サイドキャップに記述されたコピーは「ティーンエイジャーが自ら作りあげた不朽のジェネレーション・ソング!」。1985年の発売から14年が経過して初めてオリジナル音源の2曲がそのまま1枚のCDになったが、シングルでの発売が今回で3度目であることに加え、尾崎の既発アルバムに多数収録・発売されていることもあり、このマキシシングルCDはセールス的に伸び悩んだ。ボーナス・トラックとして1991年10月30日に代々木オリンピックプール第一体育館公演での生前最後となったライブ・テイクを収録している。

## アートワーク
ジャケットデザインは田島照久が手掛けた。ジャケットは教科書をイメージしたものとなっている。
ジャケット写真は尾崎が投石するポーズを取ったものをモノクロで反転しており、団塊の世代以降に登場した反抗する10代の象徴的イメージとして当時話題となった。尾崎が持っていた石は「OZAKI STONE」と名付けられ、コンサート会場で販売されており本作の演奏時に聴衆がステージに向かって投げつける行為が行われた。

## 批評、影響
シングルとしてのリリース以前となる1984年には、本作は尾崎の代表曲とはなっておらずライブでの演奏時に一部の聴衆に共感を得ているだけの状態であった。しかしリリース後には尾崎のパブリックイメージを担うこととなり、10代の尾崎の代表曲として「15の夜」（1983年）、「十七歳の地図」（1984年）と共に取り上げられることが多くなった。音楽情報サイト『CDジャーナル』では、体制や大人と闘ってきた尾崎が、自身が大人になっていく葛藤を描いた曲であるとした上で、「どうしようもないやりきれなさに、心をわしづかみにされる」と称賛、また1999年の再リリース盤に関しては当時には時代性として学校のガラスを割る中高生はいないだろうと指摘しながらも、「怒りをポジティヴな衝動へと変えた彼の姿からは見習うべきところがあるかも」と肯定的に評価した。
リリース当時、尾崎の作品の詞の一部が過激とされ、「不良」のイメージを植え付けられる一方、若者から圧倒的に支持される。実際、当時の全国の中学校・高校で影響を受けた学生が歌詞の通りに夜の校舎で窓ガラスを損壊する事例があった。またリリース当時だけではなく、後の世代にも影響を与えており、2013年においても本作の影響による事例が発生している。
尾崎自身、本作を代表曲として売り込まれていくことに危機感を覚えており、たとえ話としてアルフレッド・ノーベルがダイナマイトを発明したものの後に殺人用の武器となったことを挙げ、「『15の夜』を最初に作ったのは、間違いだったのかな」と当時考えるようになっていたという。また本作の影響により窓ガラスを破壊する若者が発生したことに関して、「彼等は『卒業』の何処を見てるんだ？ちゃんと『卒業』を理解できているのか？と疑問に感じるし、悔しかったし悲しかった」「すごく罪の意識を感じるようになった」とも述べている。尾崎の妻であった尾崎繁美は尾崎の死後「あの曲を書いていた時は、割らなかった」と述べている。

## チャート成績
オリジナル盤はオリコンチャートにおいて最高位20位、登場回数は12回、売り上げ枚数は7.4万枚となり、尾崎の作品としては初めてランキング入りすることとなった。1989年盤では最高位8位、登場回数16回、売り上げ枚数は13.1万枚となった。1999年盤は最高位64位、登場回数は1回、売り上げ枚数は0.4万枚となった。

## ミュージック・ビデオ
この曲で尾崎としては通算2作目となるミュージック・ビデオが制作された。監督は佐藤輝。内容は、水中で衣服着用のままに藻掻く尾崎の映像をバックに、歌う姿、ピアノを弾く姿、松葉杖をついて歩く姿、様々な尾崎の姿が映る作品となっている。映像作品『6 PIECES OF STORY』（1986年）に収録。
ミュージック・ビデオの撮影は過酷を極め、25回におよぶ撮り直しが行われた。佐藤の指示に尾崎は従順であったが、やり直しが繰り返される中でやがて異変に気付き始めた。撮影の度に1コーラスもしくはフルコーラス歌っていた尾崎であったが、結果として1公演分程度の歌唱量となっていた。
撮影が繰り返される内に尾崎の表情は変化していき、4～5回目までは困惑の表情であったがだんだんと怒りの表情へと変化し、15～6回目辺りでは絶望的な表情に変化していた。最後には尾崎も観念し、19回目には涙を流しながら素直に歌っていた。しかし尾崎は佐藤に不満は一切口にしなかったという。
また水中シーンの撮影は6時間にも及んだ。尾崎は水恐怖症であったが、それを全く佐藤には告げていなかった。後に水恐怖症と知った佐藤は、「だったら2時間くらいにしといてあげたのに」と述べたという。

## ライブ・パフォーマンス
ライブでの定番曲のひとつであり、必ず尾崎がピアノにて弾き語りを行っている。「6大都市ライブハウス・ツアー」において10曲目、「FIRST LIVE CONCERT TOUR」において11曲目、「"TROPIC OF GRADUATION" ツアー」において8曲目、「"LAST TEENAGE APPEARANCE" ツアー」においては1曲目に演奏された。「"LAST TEENAGE APPEARANCE" ツアー」において1曲目に選定された理由は、10代の終結を意図していたという。
その後も「"TREES LINING A STREET" ツアー」においては2回目のアンコールとなる18曲目、「東京ドーム "LIVE CORE" 復活ライブ」において11曲目、「"BIRTH" ツアー」において12曲目、「"BIRTH" スタジアム・ツアー <THE DAY>」において10曲目に演奏された。晩年はサビにおける「卒業」の部分をファンに歌わせるのが定番となっていた。

## メディアでの使用
- ジーユーWEB限定ショートムービー「卒業」篇 コマーシャルソング[3]

## カバー
- 高田梢枝 - トリビュート・アルバム『"GREEN" A TRIBUTE TO YUTAKA OZAKI』（2004年）収録[34]。
- 今井麻美、原由実、沼倉愛美 - アルバム『THE IDOLM@STER STATION!!! SECOND TRAVEL 〜Seaside Date〜』（2010年）収録。
- Water - アルバム『Water Covers』（2011年）収録。
- 玉井詩織（ももいろクローバーZ）[35] - ライブ・ビデオ『ももいろ夜ばなし第二夜 玄冬』（2014年）収録。

## シングル収録曲
全作詞・作曲: 尾崎豊、全編曲: 西本明。
オリジナル盤
| #         | タイトル                   | 作詞  | 作曲・編曲 | 時間 |
| --------- | -------------------------- | ----- | ---------- | ---- |
| 1.        | 「卒業」(GRADUATION)       |       |            | 6:40 |
| 2.        | 「Scrambling Rock'n'Roll」 |       |            | 5:38 |
| 合計時間: | 合計時間:                  | 12:18 |            |      |

1989年盤
| #         | タイトル             | 作詞  | 作曲・編曲 | 時間 |
| --------- | -------------------- | ----- | ---------- | ---- |
| 1.        | 「卒業」(GRADUATION) |       |            | 6:40 |
| 2.        | 「15の夜」           |       |            | 5:30 |
| 合計時間: | 合計時間:            | 12:10 |            |      |

1999年盤
| #         | タイトル                            | 作詞  | 作曲・編曲 | 時間  |
| --------- | ----------------------------------- | ----- | ---------- | ----- |
| 1.        | 「卒業」(GRADUATION)                |       |            | 6:40  |
| 2.        | 「Scrambling Rock'n'Roll」          |       |            | 5:38  |
| 3.        | 「卒業 (Live Version)」(GRADUATION) |       |            | 10:55 |
| 合計時間: | 合計時間:                           | 22:13 |            |       |

## スタッフ・クレジット

### 参加ミュージシャン
オリジナル
- 滝本季延 - ドラムス
- 本田達也 - ベース
- 西本明 - キーボード
- 北島健二 - ギター
- 安田裕美 - アコースティック・ギター
- 木戸泰弘 - コーラス
- 比山清 - コーラス
- 山川恵津子 - コーラス
- 友田ストリングス - ストリングス

「卒業（Live Version）」
- 「Yutaka Ozaki & THE BIRTH TOUR BAND」
  - 尾崎豊 - ボーカル、ギター、ピアノ、ブルースハープ
  - 西本明 - キーボード
  - 長田進 - ギター
  - 鈴川真樹 - ギター
  - 渡辺茂 - エレクトリックベース
  - 滝本季延 - ドラムス
  - 里村美和 - パーカッション
  - 関誠一郎 - サクソフォン、キーボード
  - 岩本章子 - コーラス
  - 山根栄子 - コーラス

### スタッフ
オリジナル
- 須藤晃 - プロデューサー
- 助川健 - レコーディング・エンジニア、ミックス・エンジニア
- 田島照久 - デザイン、アート・ディレクション、写真撮影
- 大野邦彦 - セカンド・エンジニア
- 森岡徹也 - セカンド・エンジニア
- 大森正人 - セカンド・エンジニア
- 安部良一 - アシスタント・ディレクター
- 福田信（マザーエンタープライズ） - マネージメント
- 蔭山敬吾（CBSソニー） - プロモーション・スタッフ

「卒業（Live Version）」
- 尾崎豊 - プロデューサー
- 須藤晃 - コ・プロデューサー
- 諸鍛治辰也 - レコーディング、ミックス・エンジニア
- 笠井鉄平 - マスタリング・エンジニア
- 中沢慎太郎 - アシスタント・ディレクター
- 徳永陽一 - アシスタント・エンジニア
- 田島照久 (thesedays) - アート・ディレクション、デザイン、写真撮影
- アイソトープ - エグゼクティブ・プロデューサー

## リリース履歴
| No. | 日付           | レーベル     | 規格       | 規格品番  | 最高順位 | 備考                        |
| --- | -------------- | ------------ | ---------- | --------- | -------- | --------------------------- |
| 1   | 1985年1月21日  | CBS・ソニー  | 12inchEP   | 12AH1826  | 20位     |                             |
| 2   | 1989年3月21日  | CBS・ソニー  | 8センチCD  | 10EH-3248 | 8位      | 「15の夜」との両A面         |
| 3   | 1999年11月25日 | Sony Records | 12センチCD | SRCL4715  | 64位     | 「卒業 (Live Version)」収録 |

## 収録アルバム
「卒業」
- スタジオ音源
  - 『回帰線』（1985年）
  - 『愛すべきものすべてに』（1996年）
  - 『13/71 - THE BEST SELECTION』（2004年）
  - 『SATURDAY 〜ROCK'N'ROLL BEST OF YUTAKA OZAKI』（2008年）
  - 『I LOVE YOU〜BALLADE BEST』（2011年）
  - 『ALL TIME BEST』（2013年）
- ライブ音源
  - 『LAST TEENAGE APPEARANCE』（1987年） - 1985年11月15日の代々木オリンピックプール公演から収録。
  - 『約束の日 Vol.1』（1993年） - 1991年10月30日の代々木オリンピックプール公演から収録。
  - 『MISSING BOY』（1997年） - 1985年11月14日の代々木オリンピックプール公演から収録。
  - 『OSAKA STADIUM on August 25th in 1985 Vol.1』（1998年） - 1985年8月25日の大阪球場公演から収録。
  - 『LIVE CORE LIMITED VERSION YUTAKA OZAKI IN TOKYO DOME 1988/9/12』（2013年） - 1988年9月12日の東京ドーム公演から収録。

「Scrambling Rock'n'Roll」
- スタジオ音源（12インチバージョン）
  - 『TEENBEAT BOX』（1995年）
- スタジオ音源（アルバムバージョン）
  - 『回帰線』（1985年）
  - 『愛すべきものすべてに』（1996年）
  - 『SATURDAY 〜ROCK'N'ROLL BEST OF YUTAKA OZAKI』（2008年）
  - 『ALL TIME BEST』（2013年）
- ライブ音源
  - 『LAST TEENAGE APPEARANCE』（1987年）
  - 『約束の日 Vol.1』（1993年）
  - 『MISSING BOY』（1997年） - 1985年8月25日の大阪球場公演から収録。
  - 『OSAKA STADIUM on August 25th in 1985 Vol.2』（1998年）
  - 『LIVE CORE LIMITED VERSION YUTAKA OZAKI IN TOKYO DOME 1988/9/12』（2013年）